# Matteo Tosatto

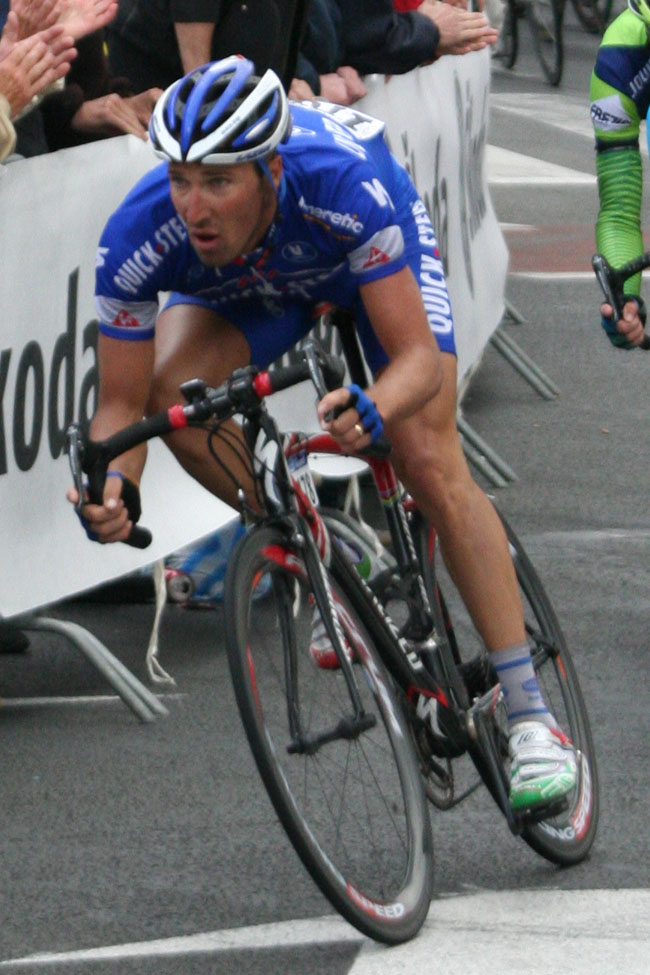
Matteo Tosatto.

Matteo Tosatto, född 14 maj 1974 i Castelfranco Veneto, Veneto, är en italiensk professionell tävlingscyklist. Han blev professionell 1997 med Team MG-Technogym. Från 2006 till 2010 tävlade han för det belgiska UCI ProTour-stallet Quick Step-Innergetic. Från 2011 cyklar han för det danska stallet Team Saxo Bank.
Tosatto tog sin första proffsseger 1998 när han vann Giro del Medio Brenta. Under Paris-Nice 2000 vann han en etapp och ett år senare vann han etapp 12 på Giro d'Italia.
Italienaren vann etapp 18, från Morzine till Mâcon, på Tour de France 2006.
Under säsongen 2008 slutade Tosatto på fjärde plats på Giro del Lazio bakom Francesco Masciarelli, Filippo Pozzato och Danilo Di Luca.
Matteo Tosatto slutade på sjätte plats på etapp 4 av Vuelta a España 2009 bakom André Greipel, Wouter Weylandt, Bert Grabsch, Marcel Sieberg och Marco Velo.

## Meriter
1998
1st, Giro del Medio Brenta
2000
1:a, etapp, Paris-Nice
2001
1:a, etapp 12, Giro d'Italia 2001
2002
1:a, Coppa Placci
2004
1:a, Giro di Toscana
1:a, GP Kanton Aargau Gippingen (1.1)
2006
1:a, etapp 18, Tour de France

## Stall
- MG Maglificio-Technogym 1997
- Ballan 1998
- Ballan-Alessio 1999
- Fassa Bortolo 2000–2005
- Quick Step-Innergetic 2006–2010
- Team Saxo Bank 2011–